# Santiago del Estero
Santiago del Estero ist sowohl Hauptstadt des Departamento Capital wie der gleichnamigen Provinz Santiago del Estero im Nordwesten Argentiniens. Sie hat 252.192 Einwohner (INDEC, 2010) (im Großraum, gemeinsam mit der Stadt La Banda, wohnen insgesamt 360.000 Einwohner).

## Geographie
Santiago del Estero liegt in fruchtbarer Gegend am Río Dulce auf 162 Metern Höhe.
Der Fluss wird von der Puente Carretero im Norden, der 750 Meter flussabwärts stehenden, zwischen 2013 und 2018 gebauten Eisenbahnbrücke für den tren urbano de Santiago del Estero und weitere 1300 Meter flussabwärts von der vierspurigen Puente San Francisco Solano überbrückt.

### Klima

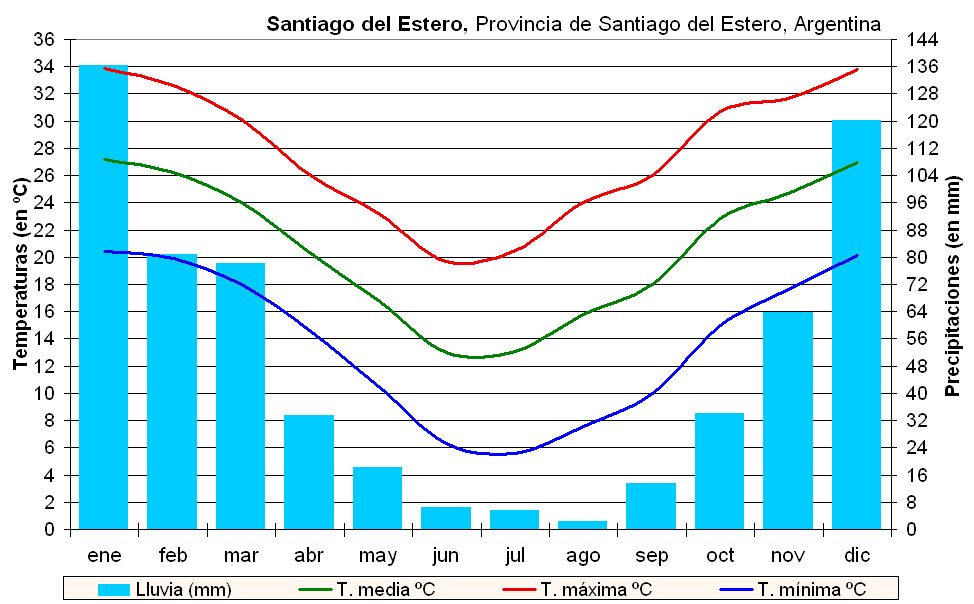
Klimadiagramm Santiago del Estero
Die Provinz gehört zu den trockensten des Landes.

## Geschichte

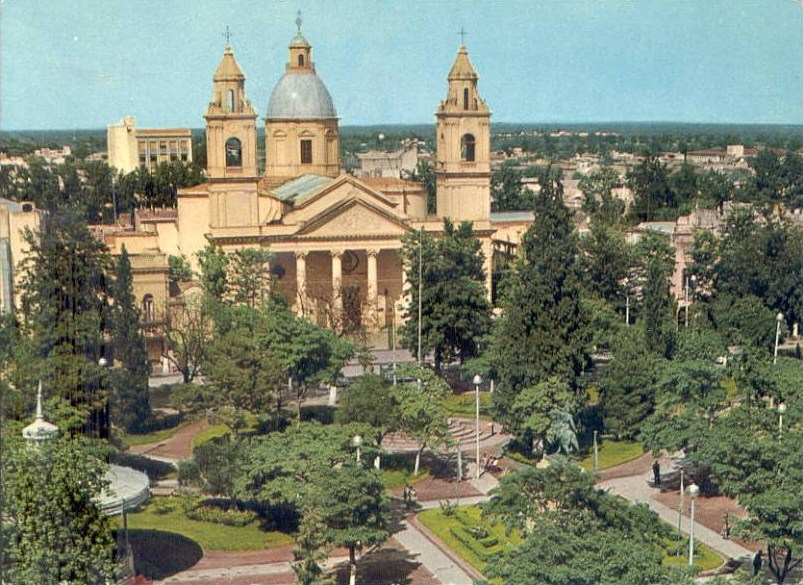
Kathedrale

Santiago del Estero wurde am Platz einer bereits 1550 unter anderem Namen erfolgten Stadtgründung 1553 von dem Konquistador Francisco de Aguirre mit Siedlern aus Chile neu gegründet und ist damit die älteste ununterbrochen bis heute existierende Stadt Argentiniens. Aus diesem Grund wird sie auch als Madre de Ciudades (Mutter aller Städte) bezeichnet.
Zum Ende des 19. Jahrhunderts hatte die Stadt 8000 Einwohner. Heute sind nur noch wenige Bauten aus der Kolonialzeit erhalten.

## Kultur
Das kulturelle Leben in Santiago ist geprägt vom Vielvölkergemisch der Vorfahren der heutigen Einwohner. Am auffällig stärksten vertreten sind dabei Abkömmlinge aus Italien und aus dem arabisch-asiatischen Raum. Besonders bei den vielen verschiedenen Restaurants fällt dies auf.
Prägend sind auch noch die zwei großen Universitäten der Stadt (eine davon ist privat), wodurch es sehr viele junge Menschen in der Stadt gibt. Eine eigene Jugendszene hat sich auf den Straßen und im Stadtpark entwickelt, eine Auswahl an Clubs oder Diskotheken ist vorhanden. Santiago del Estero ist von sozialen Unterschieden geprägt. Die Arbeitslosenquote beträgt in einigen Stadtbezirken 70 %.
Eine freie Kunstszene gibt es am ehesten in der Musik, hier allerdings sehr folkloristisch geprägt, und auf der Bühne. Neben Aufführungen im städtischen Theater gelangen sozialkritische und höchst politische Stücke meist in kirchlichem Rahmen zur Aufführung.
Santiago ist Sitz des Erzbistums Santiago del Estero. Bischofskirche ist die Kathedrale Nuestra Señora del Carmen.
Das Estadio Victor Antonio Aguirre ist das Fußballstadion der Stadt und Heimspielstätte des Club Atlético Central Córdoba.

## Städtepartnerschaften
- Talavera de la Reina, Spanien
- Toledo, Spanien
- Hama, Syrien

## Söhne und Töchter der Stadt
- Amancio Alcorta (1805–1862), Komponist und Politiker
- Bernardo Canal Feijóo (1897–1982), Dichter, Historiker, Jurist, Soziologe, Philosoph
- Orestes Di Lullo (1898–1983), Schriftsteller, Ethnologe, Mediziner, Historiker
- Patrocinio Díaz (1905–1969), Folk- und Tangosängerin
- Hugo Díaz (1927–1977), Mundharmonikaspieler
- Domingo Cura (1929–2004), Perkussionist
- Carlos Manuel Fernández Loza (1940–2005), Schriftsteller
- José Ramón Maranzano (* 1940), Komponist
- Jorge Rosenberg (1948–1964), Maler
- Jorge Rosenberg (* 1948), Dichter
- Julio Carreras (* 1949), Journalist und Schriftsteller
- Ricardo Touriño (* 1953), Bildhauer
- Rafael Touriño (1955–2005), Zeichner und Bühnenbildner
- Graciela Soria (* 1959), Künstlerin
- Julio Cruz (* 1974), Fußballspieler
- Alfredo David Moreno (1980–2021), Fußballspieler
- Mariela Coronel (* 1981), Fußballspielerin
- Omar Pérez (* 1981), Fußballspieler
- Sebastián Sáez (* 1985), Fußballspieler
- Emiliano Tade (* 1988), Fußballspieler
- Oscar Guido Trejo (* 1988), Fußballspieler
- Marco Trungelliti (* 1990), Tennisspieler
- Exequiel Zeballos (* 2002), Fußballspieler